# Găneasa, Ilfov
Găneasa là một xã thuộc hạt Ilfov, România. Dân số thời điểm năm 2002 là 4194 người.